# Kommunalfriedhof
Ein Kommunalfriedhof oder städtischer Friedhof ist eine öffentliche Einrichtung und wird im Gegensatz zu konfessionellen Friedhöfen von der Kommune in ihrer Eigenschaft als Friedhofsträger betrieben.

## Aufgaben
Der Friedhof dient der Erfüllung der Bestattungspflicht für die verstorbenen Einwohner der Gemeinde, während auf konfessionellen Friedhöfen in der Regel Angehörige des entsprechenden Bekenntnisses und der betreffenden Kirchengemeinde beerdigt werden. In Deutschland ist die Bestattung von Angehörigen der muslimischen Gemeinschaften auf kommunalen Friedhöfen bislang die Ausnahme.
In Deutschland sind die Einzelheiten über die Bereitstellung von Friedhöfen, die Anforderungen an ihre Beschaffenheit oder Ruhezeiten in den Bestattungsgesetzen der Länder geregelt. Kommunale Friedhofssatzungen oder -verordnungen bestimmen beispielsweise die Vorbereitung und Durchführung der Bestattung, die Anlage und Gestaltung der Grabstätten oder die Öffnungszeiten und Benutzungsgebühren auf Kommunalfriedhöfen.
Das Friedhofswesen gehört in Deutschland zu den sogenannten „gemeinsamen Angelegenheiten“ (res mixta) von Staat und Religionsgemeinschaften, weil auch auf kommunalen Friedhöfen häufig ein Bedürfnis für religiöse Bestattungsfeiern besteht.

## Beispiele
- Kommunalfriedhof Aplerbeck, Friedhof in Dortmund, Deutschland
- Salzburger Kommunalfriedhof, Friedhof in Salzburg, Österreich
- Kommunalfriedhof Wandlitz, Friedhof in Wandlitz, Deutschland
- Kommunalfriedhof Witten-Annen, Friedhof in Witten-Annen, Deutschland